# Фигейреду, Дейвисон
Дейвисон Алькантара Фигейреду (порт.-браз. Deiveson Alcântara Figueiredo; род. 18 декабря 1987, Сори) — бразильский боец смешанного стиля, представитель наилегчайшей весовой категории. Выступает на профессиональном уровне начиная с 2012 года, известен по участию в турнирах бойцовских организаций UFC и Jungle Fight. Бывший двукратный чемпион UFC в наилегчайшем весе.
Занимает 5 строчку официального рейтинга UFC в легчайшем весе.

## Биография
Дейвисон Фигейреду родился 18 декабря 1987 года в муниципалитете Сори штата Пара, Бразилия. Детство провёл на животноводческой ферме, помогал отцу с работой по хозяйству. В течение трёх лет практиковал стиль капоэйра в школе в Белене. В возрасте шестнадцати лет начал проходить подготовку как боец ММА под руководством тренера Лури Маражу, освоил бразильское джиу-джитсу и тайский бокс. Прежде чем начать зарабатывать в единоборствах, работал каменщиком и парикмахером.

### Начало профессиональной карьеры
Дебютировал в смешанных единоборствах на профессиональном уровне в феврале 2012 года на турнире Knock Out Combat Icoaraci, с помощью рычага локтя заставил своего соперника сдаться в первом же раунде. Дрался в небольших бразильских промоушенах, таких как Amazon Fight, Jurunense Open Fight, Lago da Pedra Fight, Coalizao Fight — из всех поединков неизменно выходил победителем.
В 2014 году присоединился к достаточно крупной бразильской организации Jungle Fight, где в общей сложности одержал три победы.

### Ultimate Fighting Championship
Имея в послужном списке 11 побед без единого поражения, Фигейреду привлёк к себе внимание крупнейшей бойцовской организации мира Ultimate Fighting Championship и в 2017 году подписал с ней долгосрочный контракт. В дебютном поединке в октагоне UFC техническим нокаутом победил мексиканца Марко Бельтрана.
В октябре 2017 года вышел в клетку против американца Джарреда Брукса — противостояние между ними продлилось всё отведённое время, в итоге судьи раздельным решением отдали победу Фигейреду.
В 2018 году отметился досрочной победой над Джозефом Моралесом и выиграл досрочно у Джона Мораги, бывшего претендента на титул чемпиона.
На UFC 240 открывал прелимную часть карда поединком с соотечественником Александром Пантожей. Бойцы показали открытый и динамичный бой, в каждом раунде устраивая регулярные, а порой и очень затяжные обмены. Дейвисон выглядел убедительнее оппонента, едва не финишировав Алекса в концовке трудного второго раунда, — но того выручил гонг. Уверенно удержав преимущество, Фигередо забрал все три раунда со счётом 10-9.
В 2020 году бразильский боец дважды встречался в октагоне с Джозефом Бенавидесом. Первая схватка произошла 29 февраля 2020 года, но несмотря на победу нокаутом, Фигейреду не смог забрать вакантный титул в наилегчайшем весе, так как не сдал вес накануне. 19 июля в Абу-Даби претенденты снова сошлись в бою и на этот раз бразилец был на голову сильнее своего оппонента — трижды в течение первого раунда Бенавидес отправлялся в нокдаун, а за несколько секунд до конце раунда Фигейреду смог провести удушающий прием и заставить Бенавидеса уснуть от удушения. Фигейреду со второй попытки завоевал титул чемпиона UFC в наилегчайшем весе.
В ноябре 2020 года Фигейредо проводил защиту своего титула на UFC 255 против Алекса Переса. Их бой стал соглавным событием вечера. Чемпион без особых проблем защитил свой титул, одержав победу удушающим приемом уже в первом раунде после прохода в ноги.

### Манера ведения боя
Дейвисон — представитель "типичного" бразильского топ-бойца UFC: яркую и агрессивную работу в стойке он комбинирует с джиу-джитсу, которым владеет на очень серьёзном уровне. Как ударник Фигередо опасен классическим оружием муай-тай — локтями и коленями; арсенал приёмов богат и чисто боксёрскими комбинациями. Отсутствие высокой нокаутирующей мощи бразилец компенсирует большим количеством быстрых ударов: так, сразу 7 из 9 нокаутов он оформил как "технические". Также стоит отметить высокую стойкость к получаемому урону — два поражения в профессиональной карьере Фигередо потерпел лишь решением судей и удушающим приемом.
В бою предпочитает действовать первым номером, предпочитая навязывать противнику свой сценарий ведения поединка. Обладает высоким бойцовским интеллектом и очень хорошим кардио.

## Статистика в профессиональном ММА
| Боёв 30  | Побед 24 | Поражений 5 |
| -------- | -------- | ----------- |
| Нокаутом | 9        | 2           |
| Сдачей   | 9        | 1           |
| Решением | 6        | 2           |
| Ничьи    | 1        | 1           |

| Результат | Рекорд | Соперник             | Способ                                   | Турнир                                      | Дата            | Раунд | Время | Место                          | Примечание |
| --------- | ------ | -------------------- | ---------------------------------------- | ------------------------------------------- | --------------- | ----- | ----- | ------------------------------ | --- |
| Поражение | 24-5-1 | Кори Сэндхэген       | TKO (травма ноги)                        | UFC on ESPN: Сэндхэген vs. Фигейреду        | 3 мая 2025      | 2     | 4:08  | Де-Мойн, Айова, США            | |
| Поражение | 24-4-1 | Пётр Ян              | Единогласное решение                     | UFC Fight Night: Ян vs. Фигейреду           | 23 ноября 2024  | 5     | 5:00  | Макао, Китай                   | |
| Победа    | 24-3-1 | Марлон Вера          | Единогласное решение                     | UFC on ABC: Сэндхэген vs. Нурмагомедов      | 3 августа 2024  | 3     | 5:00  | Абу-Даби, ОАЭ                  | |
| Победа    | 23-3-1 | Коди Гарбрант        | Сдача (удушение сзади)                   | UFC 300                                     | 13 апреля 2024  | 2     | 4:02  | Лас-Вегас, Невада, США         | |
| Победа    | 22-3-1 | Роб Фонт             | Единогласное решение                     | UFC on ESPN: Дариюш vs. Царукян             | 2 декабря 2023  | 3     | 5:00  | Остин , Техас, США             | Дебют в легчайшем весе |
| Поражение | 21-3-1 | Брэндон Морено       | TKO (остановка врачом)                   | UFC 283                                     | 21 января 2023  | 3     | 5:00  | Рио-де-Жанейро, Бразилия       | Утратил титул чемпиона UFC в наилегчайшем весе                                                                                           |
| Победа    | 21-2-1 | Брэндон Морено       | Единогласное решение                     | UFC 270                                     | 22 января 2022  | 5     | 5:00  | Калифорния,Анахайм, США        | Завоевал титул чемпиона UFC в наилегчайшем весе; «Лучший бой вечера» (3)                                                                 |
| Поражение | 20-2-1 | Брэндон Морено       | Удушающий приём (сзади)                  | UFC 263                                     | 12 июня 2021    | 3     | 2:26  | Глендейл, США                  | Утратил титул чемпиона UFC в наилегчайшем весе                                                                                           |
| Ничья     | 20-1-1 | Брэндон Морено       | Решение большинства                      | UFC 256                                     | 12 декабря 2020 | 5     | 5:00  | Лас-Вегас, США                 | Сохранил титул чемпиона UFC в наилегчайшем весе. С Фигередо снят один балл за использование запрещённого приёма; «Лучший бой вечера» (2) |
| Победа    | 20-1   | Алекс Перес          | Удушающий приём (гильотина)              | UFC 255: Figueiredo vs. Perez               | 21 ноября 2020  | 1     | 1:57  | Лас-Вегас, США                 | Защитил (1) титул чемпиона UFC в наилегчайшем весе; «Выступление вечера» (2)                                                             |
| Победа    | 19-1   | Джозеф Бенавидес     | Удушающий приём (сзади)                  | UFC Fight Night: Figueiredo vs. Benavidez 2 | 19 июля 2020    | 1     | 4:48  | Абу-Даби, ОАЭ                  | Завоевал вакантный титул чемпиона UFC в наилегчайшем весе; «Выступление вечера» (1)                                                      |
| Победа    | 18-1   | Джозеф Бенавидес     | Технический нокаут (удары)               | UFC Fight Night: Benavidez vs. Figueiredo   | 29 февраля 2020 | 2     | 1:54  | Норфолк, Виргиния, США         | Бой за титул чемпиона UFC в наилегчайшем весе. Фигейреду не сделал вес (57,8 кг) и не претендовал на титул                               |
| Победа    | 17-1   | Тим Эллиотт          | Удушающий приём (гильотина)              | UFC Fight Night: Joanna vs. Waterson        | 12 октября 2019 | 1     | 3:08  | Тампа, Флорида, США            | |
| Победа    | 16-1   | Алешандре Пантожа    | Единогласное решение                     | UFC 240: Holloway vs. Edgar                 | 27 июля 2019    | 3     | 5:00  | Эдмонтон, Альберта, Канада     | «Лучший бой вечера» (1) |
| Поражение | 15-1   | Жусиер Формига       | Единогласное решение                     | UFC Fight Night: Thompson vs. Pettis        | 23 марта 2019   | 3     | 5:00  | Нашвилл, Теннесси, США         | |
| Победа    | 15-0   | Джон Морага          | TKO (удары)                              | UFC Fight Night: Gaethje vs. Vick           | 25 августа 2018 | 2     | 3:08  | Линкольн, Небраска, США        | |
| Победа    | 14-0   | Джозеф Моралес       | Технический нокаут (удары)               | UFC Fight Night: Machida vs. Anders         | 3 февраля 2018  | 2     | 4:34  | Белен, Бразилия                | |
| Победа    | 13-0   | Джарред Брукс        | Раздельное решение                       | UFC Fight Night: Brunson vs. Machida        | 28 октября 2017 | 3     | 5:00  | Сан-Паулу, Бразилия            | |
| Победа    | 12-0   | Марко Бельтран       | Технический нокаут (остановлен угловыми) | UFC 212: Aldo vs. Holloway                  | 3 июня 2017     | 2     | 5:00  | Рио-де-Жанейро, Бразилия       | |
| Победа    | 11-0   | Рикарду ду Сокорру   | Удушающий приём (треугольник руками)     | Salvaterra Marajó Fight 5                   | 1 декабря 2016  | 1     | 1:20  | Салватерра, Бразилия           | |
| Победа    | 10-0   | Денис Оливейра       | Нокаут (удары)                           | Jungle Fight 90                             | 3 сентября 2016 | 2     | 2:56  | Сан-Паулу, Бразилия            | |
| Победа    | 9-0    | Антониу ди Миранда   | Удушающий приём (гильотина)              | Jungle Fight 87                             | 21 мая 2016     | 1     | 2:55  | Сан-Паулу, Бразилия            | |
| Победа    | 8-0    | Райнер Силва         | Технический нокаут (удары)               | Jungle Fight 75                             | 18 декабря 2014 | 2     | 3:20  | Белен, Бразилия                | |
| Победа    | 7-0    | Жуан Нету Силва      | Технический нокаут (удары)               | Coalizao Fight 4                            | 13 ноября 2014  | 1     | 2:18  | Беневидис, Бразилия            | |
| Победа    | 6-0    | Жоэл Силва           | Нокаут (удары)                           | Coalizao Fight Night                        | 7 августа 2014  | 1     | 3;30  | Белен, Бразилия                | |
| Победа    | 5-0    | Эдвалду Жуниор       | Удушающий приём (гильотина)              | Jurunense Open Fight MMA 8                  | 3 июля 2014     | 1     | 4:55  | Белен, Бразилия                | |
| Победа    | 4-0    | Адайлтон Перейра     | Единогласное решение                     | Lago da Pedra Fight                         | 1 мая 2014      | 3     | 5:00  | Лагу-да-Педра, Бразилия        | |
| Победа    | 3-0    | Давид Раймунду Силва | Удушающий приём (гильотина)              | Jurunense Open Fight MMA 7                  | 20 марта 2014   | 1     | 0:53  | Белен, Бразилия                | |
| Победа    | 2-0    | Жонас Феррейра       | Технический нокаут (удары)               | Amazon Fight 18: Santa Izabel               | 11 августа 2012 | 1     | 2:04  | Санта-Изабел-ду-Пара, Бразилия | |
| Победа    | 1-0    | Алуйсиу Феррейра     | Болевой приём (рычаг локтя)              | Knock Out Combat Icoaraci 3                 | 17 февраля 2012 | 1     | 3:02  | Белен, Бразилия                | |